# Michael Gruber (Nordischer Kombinierer)
Michael Gruber (* 5. Dezember 1979 in Schwarzach im Pongau) ist ein ehemaliger österreichischer Nordischer Kombinierer. Er ist nicht verwandt mit dem ebenfalls in Schwarzach geborenen Kombinierer Bernhard Gruber.

## Werdegang
Der zweifache österreichische Meister (Sprint 1999, Gundersen 2005) startete für den TSU Sankt Veit im Pongau und verzeichnete im Weltcup insgesamt sechsundzwanzig Top-10-Plätze. Seine besten Weltcupplatzierungen erreichte er 2004 mit dem zweiten Platz im Sprint in Trondheim und 2003 mit dem dritten Rang im Einzelbewerb im Val di Fiemme.
Seine größten Erfolge feierte Gruber bei den Olympischen Winterspielen 2006 in Turin und bei der Nordischen Skiweltmeisterschaft 2003 im Val di Fiemme, wo er jeweils die Goldmedaille im Teamwettbewerb gewann. Mit dem österreichischen Team gewann er auch noch die Bronzemedaille bei den Olympischen Spielen 2002 in Salt Lake City und die Bronzemedaille bei der Nordischen Skiweltmeisterschaft 2005 in Oberstdorf. Eine Einzelmedaille bei Großereignissen war ihm nicht vergönnt, mit dem fünften Rang im Sprintbewerb und dem sechsten Platz im Einzelbewerb erreichte er bei der Weltmeisterschaft 2005 aber hervorragende Resultate.
Am 27. September 2007 erlitt Gruber beim Training in Pragelato einen Kreuzbandriss. Nach mehreren Comebackversuchen, die seinem Knie aber schadeten, erklärte er am 1. April 2008 seinen Rücktritt vom Profisport.

## Erfolge

### Weltcup-Siege im Team
| Nr. | Datum         | Ort            | Disziplin                   |
| --- | ------------- | -------------- | --------------------------- |
| 1.  | 16. März 2000 | Santa Caterina | Massenstart Normalschanze 1 |

### Grand-Prix-Siege im Einzel
| Nr. | Datum           | Ort        | Disziplin               |
| --- | --------------- | ---------- | ----------------------- |
| 1.  | 13. August 2004 | Kandersteg | Gundersen Normalschanze |

### B-Weltcup-Siege im Einzel
| Nr. | Datum             | Ort    | Disziplin            |
| --- | ----------------- | ------ | -------------------- |
| 1.  | 18. Dezember 1998 | Otepää | Sprint Mittelschanze |

## Statistik

### Teilnahmen an Olympischen Winterspielen
| Jahr und Ort   | Wettbewerb | Wettbewerb | Wettbewerb |
| Jahr und Ort   | Gundersen  | Sprint     | Team       |
| -------------- | ---------- | ---------- | ---------- |
| 2002 Park City | –          | 28.        | 03.        |
| 2006 Turin     | 12.        | 13.        | 01.        |

### Platzierungen bei Weltmeisterschaften
| Jahr und Ort    | Wettbewerb | Wettbewerb | Wettbewerb |
| Jahr und Ort    | Gundersen  | Sprint     | Team       |
| --------------- | ---------- | ---------- | ---------- |
| 2001 Lahti      | 20.        | –          | –          |
| 2003 Pragelato  | 12.        | 16.        | 01.        |
| 2005 Oberstdorf | 06.        | 05.        | 03.        |
| 2007 Sapporo    | 12.        | –          | –          |

## Auszeichnungen (Auszug)
- 2002: Goldenes Verdienstzeichen der Republik Österreich
- 2006: Goldenes Ehrenzeichen für Verdienste um die Republik Österreich[1]